# Саакян, Валерий Арташесович
Валерий Арташесович Саакян (род. 22 октября 1937 года, Казахская АССР, СССР) — советский и российский инженер в области энергетического строительства. Возглавлял строительство и ввод в строй нескольких ГЭС и АЭС. Руководил АО «Объединенная Энергостроительная Корпорация». Лауреат Государственной премии РФ, почётный гражданин города Курчатов.

## Биография
Родился 22 октября 1937 года в Казахской ССР, СССР. В 1955 году окончил Ташкентский хлопкоочистительный техникум. В 1956—1960 годах проходил службу в рядах Советской Армии. В 1967 году без отрыва от работы окончил Таджикский политехнический институт, получив специальность «Инженер-электромеханик».

## Трудовая деятельность

### ГЭС
С 1960 по 1965 год работал на строительстве Нурекской ГЭС, где прошел путь от дежурного электромонтера до заместителя начальника строительного управления. В 1965 году был назначен директором завода ЖБИ Треста Таджикгидроэнергострой.
В 1969 году был назначен начальником строительной площадки Капчагайской ГЭС. За успешный пуск Капчагайской ГЭС был награждён орденом «Знак Почёта».
С 1970 по 1972 год являлся начальником управления строительства «Иртышгэсстроя». С 1972 по 1973 год работал в Минстрое СССР.

### Атомные станции
В 1973 году, в возрасте 35 лет, возглавил строительство Курской АЭС на основе новых реакторов РБМК-1000. Во время работы ввел посуточное планирование. На строительстве Курской АЭС были применены новые методы, такие как сборное железобетонное строительство, поточная цеховая сварка арматуры, и крупноблочный способ монтажа стеновых панелей. На некоторых участках новаторские подходы повысили производительность труда в два раза. Реакторное отделение второго энергоблока было сооружено в два с половиной раза быстрее чем для первого энергоблока. За успешный запуск первого блока атомной станции Саакян в 1977 году был награждён первым орденом Трудового Красного Знамени.
В 1979 году направлен в Ливию, где руководил группой советских специалистов на строительстве АЭС Сирт.
С 1982 по 1984 год руководил строительством Калининской АЭС с реактором ВВР-1000. За успешный запуск первого энергоблока атомной станции в 1987 году награждён вторым орденом Трудового Красного Знамени.

### Руководство строительными объединениями
В 1986 году возглавил одно из крупнейших строительных объединений Минэнерго СССР — «Союзцентратомэнергострой», где вплоть до 1991 года руководил многими стройками центральной части Советского Союза.
После разрушительного землетрясения в городе Спитак в 1988 году был направлен Минэнерго СССР в Армянскую ССР, возглавив общесоюзный штаб по восстановлению разрушенных районов. Получил высокую оценку за восстановление объектов энергетики и соцкультбыта.
С 1992 по 1993 г. работал вице-президентом Российской корпорации по энергетическому строительству и строительной индустрии «Росэнергострой».
С момента создания РАО «ЕЭС России» в 1993 году занимал должности начальника Департамента энергетического строительства, заместителя начальника Департамента управления капитального строительства. С 1997 и по 2002 год — Генеральный директор энергостроительного комплекса ЕЭС. Являлся членом Правления РАО «ЕЭС России». С 2003 года являлся советником Председателя Правления РАО «ЕЭС России» Чубайса А. Б. Под руководством Саакяна была запущена в строй Ирганайская ГЭС, за которую он был награждён Орденом Дружбы. Кроме того, введены в эксплуатацию Северо-Западная ТЭЦ, Калиниградская ТЭЦ-2, Сочинская ТЭС.
С 2006 по 2018 год возглавлял АО «Объединенная Энергостроительная Корпорация» (АО «ОЭК»).  Во время руководства корпорация принимала активное участие в восстановительных работах после аварии на Саяно-Шушенской ГЭС, строительстве берегового водосброса Саяно-Шушенской ГЭС. Корпорацией выполнены работы на многих объектах теплоэнергетики и гидроэнергетики в Московском регионе и в Санкт-Петербурге. В 2016 году корпорации завершила строительство первого энергоблока Нововоронежской АЭС-2.

## Основные достижения
Основным достижением Саакяна В. А. в качестве строителя является руководство строительством атомных блоков Курской АЭС. Под его началом был построен город Курчатов, успешно пущен первый блок электростанции. Кроме первого энергоблока Курской АЭС, Саакян руководил стройкой атомным блоков и запустил первый энергоблок Калининской АЭС. 
После перехода на работу в «Союзцентратомэнергострой» и последовательно во время работы в РАО «ЕЭС России» и АО «Объединенная Энергостроительная Корпорация», под его руководством строительными объединенями были построены энергоблоки десятков важнейших тепло-, гидро-, и атомных электростанций. Среди них такие гиганты как Нижневартовская ГРЭС (первый агрегат), Инганайская ГЭС (первый гидроагрегат), Нововоронежская АЭС (6 энергоблок), Бурейская ГЭС, Северо-Западная ТЭЦ.
За пуск Мутновской геотермальной станции на Камчатке в составе коллектива удостоен звания Лауреата Государственной премии Российской Федерации.

## Семейное положение
Женат. Имеет дочь и внука.

## Звания
- Заслуженный строитель РФ[3][6]
- Заслуженный энергетик СНГ (2002)[7]
- Заслуженный работник ЕЭС России
- Заслуженный работник Минтопэнерго РФ
- Ветеран атомной энергетики[2]

## Награды
- Орден «За заслуги перед Отечеством» IV степени (за пуск первого энергоблока Бурейской ГЭС)[3][5]
- Два ордена Трудового Красного Знамени[1] (за успешный запуск первого блока Курской АЭС и за успешный запуск первого блока Калининской АЭС)[3]
- Лауреат Государственной премии РФ за разработку и внедрение геотермальных электростанций (2004)[3][8]
- Орден «Знак Почета»[3]
- Орден Дружбы[3][9]
- Почётная грамота Правительства Российской Федерации[1] (13 октября 1997) — за большой личный вклад в развитие топливно-энергетического комплекса страны и многолетний добросовестный труд
- Орден общественного признания «Почетный гражданин России»[1]
- Почетный знак «За заслуги перед Российской электроэнергетикой»